# Mikronegeria fagi
Mikronegeria fagi är en svampart som beskrevs av Dietel & Neger 1899. Mikronegeria fagi ingår i släktet Mikronegeria och familjen Mikronegeriaceae.   Inga underarter finns listade i Catalogue of Life.